# Witalij Hrebenjuk
Witalij Hrebenjuk (ukrainisch Віталій Гребенюк, wiss. Transliteration Vitalij Hrebenjuk; geboren am 27. September 2001) ist ein ukrainischer Nordischer Kombinierer.

## Werdegang
Witalij Hrebenjuk nahm an den Nordischen Junioren-Skiweltmeisterschaften 2018 in Kandersteg teil. In den Gundersen-Wettkämpfen von der Normalschanze belegte er den 50. Platz im Wettbewerb mit einer Skilanglaufdistanz über zehn sowie den 54. Rang im Wettkampf mit fünf Kilometern Skilanglaufdistanz. Am 11. Februar 2018 gab er in Eisenerz mit einem 49. Platz sein Debüt im Continental Cup der Nordischen Kombination im Rahmen der Saison 2017/18. Auch dieser Wettbewerb wurde in der Gundersen-Methode ausgetragen.
Bei den Nordischen Junioren-Skiweltmeisterschaften 2019 im finnischen Lahti trat Hrebenjuk in drei Wettkämpfen an. In den Einzelwettbewerben erzielte er den 47. beziehungsweise 45. Platz. Gemeinsam mit Iwan Pylyptschuk, Oleksandr Schumbarez und Dmytro Masurtschuk erreichte er den zwölften Rang im Teamwettbewerb. Ein Jahr später wurde er bei den Junioren-Skiweltmeisterschaften 2020 in Oberwiesenthal 33. im Einzel- und Elfter im Teamwettbewerb, dieses Mal an der Seite von Iwan Pylyptschuk, Andrij Pylyptschuk und Oleksandr Schumbarez.
In Lahti nahm er auch an den Nordischen Junioren-Skiweltmeisterschaften 2021, seinen insgesamt vierten Junioren-Skiweltmeisterschaften, teil. Im Gundersen-Wettkampf erzielte er den 33. Platz. Bei den Nordischen Skiweltmeisterschaften 2021 in Oberstdorf belegte er sowohl im Einzelwettkampf von der Normalschanze als auch in dem von der Großschanze mit Distanzen im Skilanglauf über jeweils zehn Kilometer den 48. Rang. Im Teamwettbewerb wurde er gemeinsam mit Wiktor Passitschnyk, Dmytro Masurtschuk und Oleksandr Schumbarez Elfter.